# Kraljevska izložbena galerija
Kraljevska izložbena galerija (eng. Royal Exhibition Building) je jedna od najpoznatijih građevina u Melbourneu (Australija), izgrađena 1880. godine za Internacionalni sajam (1880. – 81.), a kasnije je bila mjesto osnutka Australskog parlamenta (1901.). Nalazi se u Carltonovim vrtovima u ulici Nicholson br. 9., u središnjoj poslovnoj četvrti Melbournea. Tijekom 20. stoljeća izgubila je nekoliko svojih krila, ali je monumentalna Velika dvorana sačuvana i obnovljena 1990-ih. Kako je ona posljednja velika izložbena galerija iz 19. stoljeća, i jedna od rijetkih koja je sačuvana, 2004. godine uvrštena je na UNESCO-ov popis mjesta svjetske baštine u Australiji i Oceaniji.

## Povijest i odlike
Prema riječima samog arhitekta, Josepha Reeda, historicistički oblik građevine je inspiriralo više građevina: kupola po uzoru na Firentinsku katedralu, dok su krila oblikovana u stilu Rundbogenstila (njemačka neo-romanika) i po uzoru na nekoliko građevina u Normandiji, Caenu i Parizu. Po završetku, Kraljevska izložbena galerija je imala 12,000 m² izložbenog prostora, ali i mnoge privremene dodatne prostorije.
Dana 9. svibnja 1901. godine u ovoj zgradi je otvoren Australski parlament koji je tu zasjedao sljedećih 26 godina. Tu se prvi put podigla i Zastava Australije, 3. rujna iste godine.
Tijekom Olimpijskih igara u Melbourneu 1956. godine u ovoj građevini su održana natjecanja u košarci, dizanju utega, hrvanju i mačevanju. Nakon što je dugo godina propadala, 1979. godine srušena je njezina velika Dvorana za bal, nakon čega su se pobunili stanovnici Melbournea i odlučeno je kako će se obnoviti glavna zgrada, što je i učinjeno 1990-ih.
Danas je Kraljevska izložbena galerija spojena s Muzejom Melbournea (najveći muzej južne polutke) i najveći je izložak Muzeja Victoria (upravno tijelo više muzeja). Još uvijek je u funkciji kao izložbena galerija Internacionalnog sajma cvijeća, ali i mjesto održavanja školskih ispita za više škola.
- Kraljevska izložbena galerija 1880. god.
- Osnivanje Australskog parlamenta 1901. god.
- Glavna dvorana iznutra
- Pogled iz Carltonovih vrtova
- Južno pročelje Kraljevske izložbene galerije

## Vanjske poveznice
- Kraljevska izložbena galerija u muzeju Victoria  Arhivirana inačica izvorne stranice od 5. svibnja 2011. (Wayback Machine)